# ATC V03 – Minden egyéb terápiás készítmény
Az ATC V03 – Minden egyéb terápiás készítmény a gyógyszerek anatómiai, gyógyászati és kémiai osztályozási rendszerének (ATC) egyik alcsoportja.
| ATC V   | Egyéb                                    |
| ------- | ---------------------------------------- |
| ATC V01 | Allergének                               |
| ATC V03 | Minden egyéb terápiás készítmény         |
| ATC V04 | Diagnosztikumok                          |
| ATC V06 | Általános tápszerek                      |
| ATC V07 | Összes egyéb, nem terápiás készítmény    |
| ATC V08 | Kontrasztanyagok                         |
| ATC V09 | Diagnosztikában használt radiofarmakonok |
| ATC V10 | Terápiában használt radiofarmakonok      |
| ATC V20 | Sebészeti kötözőszerek                   |

## V03A Minden egyéb terápiás készítmény

### V03AB Ellenanyagok
| ATC     | Magyar                     | INN                       | Gyógyszerkönyv |
| ------- | -------------------------- | ------------------------- | --- |
| V03AB01 | Ipekakuána                 | Ipecacuanha               | Ipecacuanhae extractum fluidum normatum, Ipecacuanhae pulvis normatus, Ipecacuanhae radix, Ipecacuanhae tinctura normata |
| V03AB02 | Nalorfin                   | Nalorphine                | |
| V03AB03 | Etilén-diamin-tetraecetsav | Edetates                  | Acidum edeticum |
| V03AB04 | Pralidoxim                 | Pralidoxime               | |
| V03AB05 | Prednizolon és prometazin  | Prednizolon és prometazin | |
| V03AB06 | Tioszulfát                 | Thiosulfate               | |
| V03AB08 | Nátrium-nitrit             | Sodium nitrite            | Natrii nitris |
| V03AB09 | Dimerkaprol                | Dimercaprol               | Dimercaprolum |
| V03AB13 | Obidoxim                   | Obidoxime                 | |
| V03AB14 | Protamin                   | Protamine                 | Protamini hydrochloridum, Protamini sulfas                                                                               |
| V03AB15 | Naloxon                    | Naloxone                  | Naloxoni hydrochloridum dihydricum                                                                                       |
| V03AB16 | Etanol                     | Ethanol                   | Ethanolum, Ethanolum anhydricum                                                                                          |
| V03AB17 | Metilénkék                 | Methylthioninium chloride | Methylthioninii chloridum                                                                                                |
| V03AB18 | Kálium-permanganát         | Potassium permanganate    | Kalii permanganas |
| V03AB19 | Fizosztigmin               | Physostigmine             | Physostigmini salicylas, Physostigmini sulfas                                                                            |
| V03AB20 | Réz-szulfát                | Copper sulfate            | |
| V03AB21 | Kálium-jodid               | Potassium iodide          | Kalii iodidum |
| V03AB22 | Amil-nitrit                | Amyl nitrite              | |
| V03AB23 | Acetil-cisztein            | Acetylcysteine            | Acetylcysteinum |
| V03AB24 | Digitalis ellenanyag       | Digitalis antitoxin       | |
| V03AB25 | Flumazenil                 | Flumazenil                | Flumazenilum |
| V03AB26 | Metionin                   | Methionine                | Methioninum |
| V03AB27 | 4-dimetilamino-fenol       | 4-dimethylaminophenol     | |
| V03AB29 | Kolin-észteráz             | Cholinesterase            | |
| V03AB31 | Berlini kék                | Prussian blue             | |
| V03AB32 | Glutation                  | Glutathione               | Glutathionum |
| V03AB33 | Hidroxo-kobalamin          | Hydroxocobalamin          | Hydroxocobalamini acetas, Hydroxocobalamini chloridum, Hydroxocobalamini sulfas                                          |
| V03AB34 | Fomepizol                  | Fomepizole                | |
| V03AB35 | Szugammadex                | Sugammadex                | |
| V03AB36 | Fentolamin                 | Phentolamine              | Phentolamini mesilas |

### V03AC Fémkelát-képzők
| ATC     | Magyar       | INN          | Gyógyszerkönyv       |
| ------- | ------------ | ------------ | -------------------- |
| V03AC01 | Deferoxamin  | Deferoxamine | Deferoxamini mesilas |
| V03AC02 | Deferipron   | Deferiprone  |                      |
| V03AC03 | Deferaszirox | Deferasirox  |                      |

### V03AE Hiperkalémia and hiperfoszfatémia elleni szerek
| ATC     | Magyar                               | INN                                     | Gyógyszerkönyv |
| ------- | ------------------------------------ | --------------------------------------- | -------------- |
| V03AE01 | Polisztirol-szulfonát                | Polystyrene sulfonate                   |                |
| V03AE02 | Szevelamer                           | Sevelamer                               |                |
| V03AE03 | Lantán-karbonát                      | Lanthanum carbonate                     |                |
| V03AE04 | Kalcium-acetát és magnézium-karbonát | Calcium acetate and magnesium carbonate |                |
| V03AE05 | Sucroferric oxyhydroxide             | Sucroferric oxyhydroxide                |                |
| V03AE06 | Kolesztilán                          | Colestilan                              |                |

### V03AF Méregtelenítők rákkezeléshez
| ATC     | Magyar              | INN                  | Gyógyszerkönyv                   |
| ------- | ------------------- | -------------------- | -------------------------------- |
| V03AF01 | Meszna              | Mesna                | Mesnum                           |
| V03AF02 | Dexrazoxán          | Dexrazoxane          |                                  |
| V03AF03 | Kalcium-folinát     | Calcium folinate     | Calcii folinas                   |
| V03AF04 | Kalcium-levofolinát | Calcium levofolinate | Calcii levofolinas pentahydricus |
| V03AF05 | Amifosztin          | Amifostine           |                                  |
| V03AF06 | Nátrium-folinát     | Sodium folinate      |                                  |
| V03AF07 | Raszburikáz         | Rasburicase          |                                  |
| V03AF08 | Palifermin          | Palifermin           |                                  |
| V03AF09 | Glukarpidáz         | Glucarpidase         |                                  |
| V03AF10 | Nátrium-levofolinát | Sodium levofolinate  |                                  |

### V03AG Hiperkalcémia elleni szerek
| ATC     | Magyar                   | INN                        | Gyógyszerkönyv |
| ------- | ------------------------ | -------------------------- | -------------- |
| V03AG01 | Nátrium-cellulóz-foszfát | Sodium cellulose phosphate |                |

### V03AH Hipoglikémia elleni szerek
| ATC     | Magyar   | INN       | Gyógyszerkönyv |
| ------- | -------- | --------- | -------------- |
| V03AH01 | Diazoxid | Diazoxide | Diazoxidum     |

### V03AN Orvosi gázok
| ATC     | Magyar             | INN            | Gyógyszerkönyv    |
| ------- | ------------------ | -------------- | ----------------- |
| V03AN01 | Oxigén             | Oxygen         | Oxygenium         |
| V03AN02 | Szén-dioxid        | Carbon dioxide | Carbonei dioxidum |
| V03AN03 | Hélium             | Helium         |                   |
| V03AN04 | Nitrogén           | Nitrogen       | Nitrogenium       |
| V03AN05 | Gyógyászati levegő | Medical air    | Aer medicalis     |

### V03AX Egyéb terápiás termékek
| ATC     | Magyar      | INN         | Gyógyszerkönyv |
| ------- | ----------- | ----------- | -------------- |
| V03AX02 | Nalfurafin  | Nalfurafine |                |
| V03AX03 | Kobicisztát | Cobicistat  |                |

### V03AZ Idegnyugtatók
| ATC     | Magyar | INN     | Gyógyszerkönyv |
| ------- | ------ | ------- | -------------- |
| V03AZ01 | Etanol | Ethanol | Ethanolum      |